# Пасвомын
Пасвомын — деревня в Корткеросском районе республики Коми в составе сельского поселения Богородск.

## География
Расположена на правом берегу реки Нившера примерно в 73 км по прямой на северо-восток от районного центра села Корткерос.

## История
Официальная дата основания 1743 год.

## Население
Постоянное население  составляло 5 человек (коми 100%) в 2002 году, 4 в 2010 .